# Uropeltis woodmasoni
Uropeltis woodmasoni là một loài rắn trong họ Uropeltidae. Loài này được Theobald mô tả khoa học đầu tiên năm 1876.